# Chlorosoma
Chlorosoma – rodzaj węży z podrodziny ślimaczarzy (Dipsadinae) w obrębie rodzinie połozowatych (Colubridae).

## Rozmieszczenie geograficzne
Rodzaj obejmuje gatunki występujące w Ameryce Południowej (Kolumbia, Wenezuela, Gujana, Surinam, Gujana Francuska, Brazylia, Ekwador, Peru i Boliwia). 

## Systematyka
Rodzaj zdefiniował w 1830 roku niemiecki przyrodnik Johann Georg Wagler w publikacji własnego autorstwa o tytule Naturalny system płazów, poprzedzony klasyfikacją ssaków i ptaków. Wkład do zoologii porównawczej. Gatunkiem typowym jest (oznaczenie monotypowe) Ch. viridissimum.

### Etymologia
Chlorosoma: gr. χλωρος khlōros ‘zielony’; σωμα sōma, σωματος sōmatos ‘ciało’.

### Podział systematyczny
Do rodzaju należą następujące gatunki:
- Chlorosoma dunupyana Melo-Sampaio, Passos, Martins, Jennings, Moura-Leite, Morato, Venegas, Chávez, Venâncio & Souza, 2020
- Chlorosoma laticeps (Werner, 1900)
- Chlorosoma viridissimum (Linnaeus, 1758)